# Крива RIAA

При запису (Recording) відбувається зменшення амплітуди низькочастотних сигналів та збільшенні амплітуди високочастотних сигналів, при відтворенні (Playback) — зворотня корекція

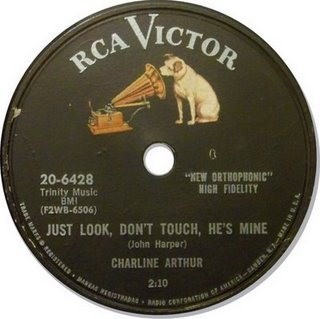
Етикетка пластинки RCA Victor 1956 року, маркування «New Orthophonic» (праворуч від центрального отвору) вказує на частотну корекцію за стандартом RIAA

Крива RIAA (від англ. Recording Industry Association of America — американська асоціація звукозаписних компаній) — стандартна амплітудно-частотна характеристика (АЧХ) сигналу довгограючих грамофонних записів і зворотна їй амплітудно-частотна характеристика електронних програвачів грамплатівок. Визначає загальноприйняті вимоги до корекції вхідного сигналу при запису та його зворотній корекції при відтворенні, що дозволяють в умовах існуючих обмежень на техніку запису та відтворення, а також амплітудно-частотні характеристик більшості сигналів забезпечити можливо якнайменші спотворення сигналу при його запису та відтворенні. Полягає у зменшенні амплітуди низькочастотних сигналів та збільшенні амплітуди високочастотних при запису та зворотній корекцій при відтворенні.
Характеризується постійними часу 3180, 318 і 75 мкс, що відповідає частотам перегину АЧХ 50.05, 500.5 і 2122.1 Гц. Складна форма кривої RIAA — компроміс, що склався з необхідності отримати найкращу якість відтворення з технічно недосконалих пристроїв механічної грамзапису.
Перші серійні пластинки, записані за цією схемою частотної корекції, були випущені компанією RCA Victor в серпні 1952 року. У червні 1953 схема RCA була схвалена Національною асоціацією телерадіомовників США (NARTB) як національний стандарт; вибір NARTB підтримали інші галузеві інститути, в тому числі Американська асоціація звукозаписних компаній (RIAA). До 1956 року новий стандарт, за яким закріпилася назва «кривої RIAA», витіснив конкуруючі формати і захопив ринки США і Західної Європи. У 1959 році крива RIAA була схвалена, а в 1964 році стандартизована Міжнародною електротехнічною комісією (МЕК). У 1972 році стандарт в редакції МЕК був прийнятий в СРСР. У 1976 році МЕК видозмінила стандартну криву відтворення RIAA в області низьких частот; нововведення зустріло запеклу критику і не було прийнято промисловістю. У XXI столітті переважна більшість виробників підсилювачів-коректорів дотримується стандарту кривої RIAA без змін, введених МЕК в 1976 році.